# Dolichopeza (Nesopeza) subalbitibia
Dolichopeza (Nesopeza) subalbitibia is een tweevleugelige uit de familie langpootmuggen (Tipulidae). De soort komt voor in het Oriëntaals gebied.